# Lough Iron SPA
Lough Iron SPA este o arie protejată (arie de protecție specială avifaunistică — SPA) din Irlanda întinsă pe o suprafață de 933,35 ha, integral pe uscat.

## Localizare
Centrul sitului Lough Iron SPA este situat la coordonatele 53°36′10″N 7°28′35″W / 53.602734°N 7.476498°V.

## Înființare
Situl Lough Iron SPA a fost declarat arie de protecție specială avifaunistică în noiembrie 1995 pentru a proteja 13 specii de animale.

## Biodiversitate
Situată în ecoregiunea atlantică, aria protejată nu include niciun habitat protejat.
La baza desemnării sitului se află mai multe specii protejate de  păsări (13): rață sulițar (Anas acuta), rață lingurar (Anas clypeata), rață pitică (Anas crecca), rață fluierătoare (Anas penelope), rață mare (Anas platyrhynchos), Anser albifrons flavirostris, rață-cu-cap-castaniu (Aythya ferina), rața moțată (Aythya fuligula), lebădă de iarnă (Cygnus cygnus), lișiță (Fulica atra), culic mare (Numenius arquata), ploier auriu (Pluvialis apricaria), nagâț (Vanellus vanellus).
Pe lângă speciile protejate, pe teritoriul sitului au mai fost identificate 1 specie de păsări.